# Greg Hayden
Greg Hayden ist ein US-amerikanischer Filmeditor. Er ist seit 1988 im Bereich Filmschnitt aktiv, zunächst als auszubildender Editor (apprentice editor) und dann bis Ende der 1990er Jahre hauptsächlich als Schnittassistent. Sein erster Film als eigenständiger Editor war Meine Braut, ihr Vater und ich aus dem Jahr 2000. Es folgte rund ein Dutzend weiterer Filmprojekte.

## Filmografie (Auswahl)
- 2000: Meine Braut, ihr Vater und ich (Meet the Parents)
- 2001: Zoolander
- 2002: Austin Powers in Goldständer (Austin Powers in Goldmember)
- 2003: Der Appartement Schreck (Duplex)
- 2004: Bridget Jones – Am Rande des Wahnsinns (Bridget Jones – The Edge of Reason)
- 2006: Blind Wedding – Hilfe, sie hat ja gesagt (Wedding Daze)
- 2007: Meet Bill
- 2008: Tropic Thunder
- 2010: Meine Frau, unsere Kinder und ich (Little Fockers)
- 2011: Wie ausgewechselt (The Change-Up)
- 2012: Der Diktator (The Dictator)
- 2013: Das erstaunliche Leben des Walter Mitty (The Secret Life of Walter Mitty)
- 2016: Zoolander 2
- 2018: Brian Banks
- 2020: Eurovision Song Contest: The Story of Fire Saga
- 2023: Doggy Style (Strays)